# 미쓰세키촌
미쓰세키촌(三関村)은 아키타현 오가치군에 설치되었던 촌이다. 현재의 유자와시 중부, 유모노가와 우안, 오우 본선 미노세키역 주변에 해당한다.

## 역사
- 1889년 4월 1일 - 정촌제 시행에 의해 3촌의 구역으로 성립하였다.
- 1954년 3월 31일 - 유자와 정, 이와사키 정, 야마다 촌, 벤텐 촌, 하타노 촌이 합병해 유자와시가 성립하였다. 동일 미쓰세키촌은 폐지되었다.

## 교통

### 철도
- 일본국유철도 오우 본선

### 도로
- 국도 13호선

현재는 구 촌역에 유자와 요코테 도로의 미노세키 인터체인지가 소재하고 있지만, 당시에는 미개통이였다.